# Linea Blu 41-es vízibusz (Velence)
A velencei Linea Blu 41-es jelzésű vízibusz Punta Sabbioni és a lidói Casinò között közlekedett gyorsjáratként. A viszonylatot az ACTV üzemeltette.

## Története
A Linea Blu 41-es járat csak egyetlen, az 1998-as nyári szezonban közlekedett, és esténként, éjszakánként a lidói Casinò vendégeit szállította.
Az egykori Linea Blu 41-es járat története:
| Időszak | Járat- szám  | Megállók                      |
| ------- | ------------ | ----------------------------- |
| 1998    | Linea Blu 41 | Punta Sabbioni – Lido, Casinò |

## Megállóhelyei
| sz. | idő (perc) | megállóhely neve | sz. | idő (perc) | látnivalók     |
| --- | ---------- | ---------------- | --- | ---------- | -------------- |
| 0   | 0          | Punta Sabbioni   | 1   | 30         | Punta Sabbioni |
| 1   | 30         | Lido, Casinò     | 0   | 0          | Lido, Casinò   |